# Eidbukta
Eidbukta est une localité du comté de Nordland, en Norvège.

## Géographie
Administrativement, Eidbukta fait partie de la kommune de Meløy.